# The Rugby Championship 2025
El Rugby Championship 2025 es la decimotercera edición del torneo comenzado en 2012, que incluyó a los cuatro seleccionados de las asociaciones miembros de la SANZAAR: Argentina, Australia, Sudáfrica y Nueva Zelanda. Sudáfrica es el campeón defensor.

## Modo de disputa
El torneo se disputa con el sistema de todos contra todos. Cada partido dura 80 minutos divididos en dos partes de 40 minutos.
Los cuatro participantes se agrupan en una tabla general teniendo en cuenta los resultados de los partidos mediante un sistema de puntuación, la cual se reparte:
- 4 puntos por victoria.
- 2 puntos por empate.
- 0 puntos por derrota.

También se otorga punto bonus, ofensivo y defensivo:
- El punto bonus ofensivo se obtendría al marcar tres (3) o más tries (ensayos) que el oponente.
- El punto bonus defensivo se obtendría al perder por una diferencia de hasta siete (7) puntos.

Para determinar la posición de cada equipo, se utilizó la cantidad de puntos obtenidos y en el caso de que existiese un empate en ese rubro, la posición se determinaría a favor de aquel equipo que cumpliese con el siguiente listado, y de no existir diferencia, la posición se sortearía.
1. Más cantidad de victorias obtenidas.
2. Más cantidad de victorias contra el otro equipo en cuestión.
3. Mayor diferencia de puntos (puntos a favor menos puntos en contra).
4. Mayor diferencia de puntos (puntos a favor menos puntos en contra) en los partidos entre ambos equipos.
5. Mayor cantidad de tries (ensayos) anotados en la competencia.

## Equipos participantes[3]
| Argentina | Australia | Nueva Zelanda | Sudáfrica  |
| --------- | --------- | ------------- | ---------- |
| Pumas     | Wallabies | All Blacks    | Springboks |

## Tabla de posiciones
| Pos. | Equipo        | Encuentros | Encuentros | Encuentros | Encuentros | Tantos | Tantos | Tantos | Bonus | Bonus | Puntos |
| Pos. | Equipo        | PJ         | PG         | PE         | PP         | F      | C      | Dif    | BO    | BD    | Puntos |
| ---- | ------------- | ---------- | ---------- | ---------- | ---------- | ------ | ------ | ------ | ----- | ----- | ------ |
| 1    | Nueva Zelanda | 1          | 1          | 0          | 0          | 41     | 24     | +17    | 1     | 0     | 5      |
| 2    | Australia     | 1          | 1          | 0          | 0          | 38     | 22     | +16    | 1     | 0     | 5      |
| 3    | Sudáfrica     | 1          | 0          | 0          | 1          | 22     | 38     | -16    | 0     | 0     | 0      |
| 4    | Argentina     | 1          | 0          | 0          | 1          | 24     | 41     | -17    | 0     | 0     | 0      |

## Resultados
BO: Punto de bonificación ofensivo.
BD: Punto de bonificación defensivo.

### Primera fecha
| 16 de agosto | Sudáfrica | 22 - 38 | Australia | Estadio Ellis Park, Johannesburgo |                          |
|              |           | Reporte |           | Árbitro(s): Ben O'Keeffe          | Árbitro(s): Ben O'Keeffe |

| 16 de agosto | Argentina | 24 - 41 | Nueva Zelanda | Estadio Mario Alberto Kempes, Córdoba (Argentina) |                             |
|              |           | Reporte |               | Árbitro(s): Pierre Brousset                       | Árbitro(s): Pierre Brousset |

### Segunda fecha
| 23 de agosto | Argentina | vs. | Nueva Zelanda | Estadio José Amalfitani, Buenos Aires |  |
|              |           |     |               | Árbitro(s): Nic Berry                 |  |

| 23 de agosto | Sudáfrica | vs. | Australia | Estadio de Ciudad del Cabo, Ciudad del Cabo |  |
|              |           |     |           | Árbitro(s): James Doleman                   |  |

### Tercera fecha
| 6 de septiembre | Nueva Zelanda | vs. | Sudáfrica | Eden Park, Auckland      |  |
|                 |               |     |           | Árbitro(s): Karl Dickson |  |

| 6 de septiembre | Australia | vs. | Argentina | North Queensland Stadium, Townsville |  |
|                 |           |     |           | Árbitro(s): Paul Williams            |  |

### Cuarta fecha
| 13 de septiembre | Nueva Zelanda | vs. | Sudáfrica | Estadio Regional de Wellington, Wellington |  |
|                  |               |     |           | Árbitro(s): Nika Amashukeli                |  |

| 13 de septiembre | Australia | vs. | Argentina | Sydney Football Stadium, Sydney |  |
|                  |           |     |           | Árbitro(s): Christophe Ridley   |  |

### Quinta fecha
| 27 de septiembre | Nueva Zelanda | vs. | Australia | Eden Park, Auckland       |  |
|                  |               |     |           | Árbitro(s): Andrea Piardi |  |

| 27 de septiembre | Sudáfrica | vs. | Argentina | Estadio Kings Park, Durban |  |
|                  |           |     |           | Árbitro(s): Angus Gardner  |  |

### Sexta fecha
| 4 de octubre | Australia | vs. | Nueva Zelanda | Estadio de Perth, Perth    |  |
|              |           |     |               | Árbitro(s): Matthew Carley |  |

| 4 de octubre | Argentina | vs. | Sudáfrica | Estadio de Twickenham, Londres, Inglaterra |  |
|              |           |     |           | Árbitro(s): Andrea Piardi                  |  |

## Premios especiales
- Bledisloe Cup:
- Mandela Challenge Plate:
- Freedom Cup:
- Trofeo Puma: